# Anselme Patureau-Mirand
Anselme-Marie-Joseph-François-Julien-Léocade Patureau-Mirand, né le 11 septembre 1875 à La Châtre et mort le 1er janvier 1958 à Châteauroux, est un avocat, militaire et homme politique français.

## Biographie
Après avoir obtenu son doctorat en droit, il devient avocat et agriculteur. Il sert comme capitaine d'infanterie durant la Première Guerre mondiale au sein du 290e RI.
Adjoint au maire de Buxières-d'Aillac, il est élu député de l'Indre en 1919.
De 1929 à 1944, il est maire de Saint-Maur.
Il a été membre de l'Office national des Pupilles de la Nation, président du groupe mutualiste de la Chambre et président d'honneur de la Société des mutilés et réformés de Paris et du département de la Seine. 
Conseiller général et conseiller municipal de Neuillay-les-Bois, Patureau-Mirand est mobilisé comme commandant en 1939.
Il est le frère de Joseph Patureau-Mirand et le cousin de Paul Patureau-Baronnet, également députés de l'Indre. Il repose au cimetière Saint-Denis de Châteauroux.

## Source
- Jean Jolly, Dictionnaire des parlementaires français de 1789 à 1977, Presses universitaires de France, 1977, (8 vol.)